# Alfonso Zamora
Alfonso Zamora est un boxeur mexicain né le 9 février 1954.

## Carrière
Médaillé d'argent aux Jeux olympiques de Munich en 1972 dans la catégorie poids coqs, il passe professionnel l'année suivante et devient champion du monde des poids coqs le 14 mars 1975 en battant par KO au 4e round Hong Soo-hwan. Zamora conserve son titre à 5 reprises contre Thanomchit Sukhothai, Socrates Batoto, Eusebio Pedroza, Gilberto Illueca et Hong une seconde fois. Il est en revanche battu le 19 novembre 1977 par Jorge Luján et met un terme à sa carrière trois ans plus tard sur un bilan de 33 victoires et 5 défaites.